# نیما درودی
نیما درودی (زادهٔ ۹ ژانویهٔ ۱۹۹۷) بازیکن فوتبال اهل ایران است که در پست مهاجم برای  باشگاه فوتبال خلیج فارس ماهشهر بازی می‌کند.